# KP-Amsterdam
De Knokploeg Amsterdam, afgekort als KP-Amsterdam, was een Nederlandse verzetsorganisatie tijdens de Tweede Wereldoorlog. Knokploegen werden opgericht om distributiekantoren, gewestelijke arbeidsbureaus en bevolkingsregisters te "kraken" (overvallen) om aan distributiebonnen, persoonsbewijzen en dergelijke te komen.
Jacob van der Veen was verantwoordelijk voor de huisvesting van personen die moesten onderduiken. 
De KP-Amsterdam was betrokken bij de mislukte overval op het Huis van Bewaring Weteringschans in de nacht van 14 op 15 juli 1944 onder leiding van Johannes Post.